# Zenaga
Zenaga är ett berberspråk med 200 talare, som talas i Mauretanien, men också i Senegal. Talarna är mestadels vuxna, och använder också hassaniyya.